# Jean Reno

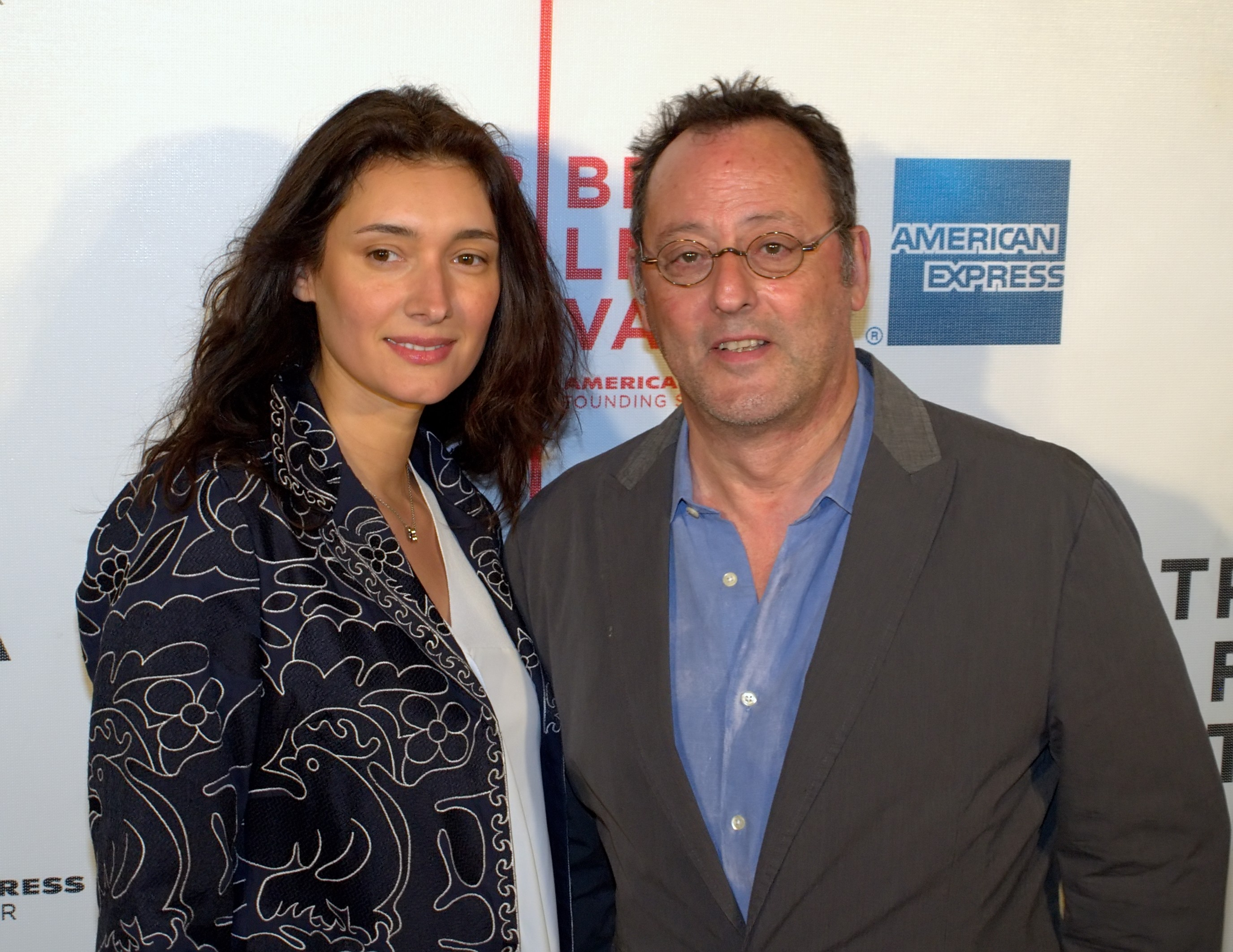
Jean Reno z żoną Zofią Borucką,
Nowy Jork 2010

Jean Reno, właśc. Juan Moreno y Herrera Jiménez (ur. 30 lipca 1948 w Casablance) – francuski aktor hiszpańskiego pochodzenia. Występował w produkcjach europejskich, amerykańskich i japońskich, takich jak Goście, goście (1993), Leon zawodowiec (1994), Mission: Impossible (1996), Ronin (1998), Godzilla (1998), Purpurowe rzeki (2000), Kod da Vinci (2006), Różowa Pantera (2006) i Opancerzony (2009).

## Życiorys

### Wczesne lata
Urodził się w Casablance w rodzinie katolickiej. Jego ojciec pochodził z Sanlúcar de Barrameda, a matka z Jerez de la Frontera na południu Hiszpanii. Ojciec z zawodu był zecerem, a matka pracowała dorywczo. Zaraz po ślubie wyemigrowali do Maroka, uciekając przed rządami generała Franco. Wychowywał się z młodszą siostrą Maríą Teresą „Maite”. Jego matka zmarła na raka, gdy był nastolatkiem.
W wieku siedemnastu lat zaciągnął się do wojska, stacjonował we Francji i w Niemczech. Po odbyciu służby wojskowej zamieszkał w Paryżu, gdzie podjął naukę w szkole teatralnej Le Cours Simon. Prowadził sklep spożywczy i biuro turystyczne.

### Kariera
Marzył o karierze aktorskiej i w związku z tym dołączył do teatralnej grupy objazdowej.
W 1979 zadebiutował we francusko-włoskim dramacie Costy-Gavrasa Blask kobiecości wg powieści autorstwa Romaina Gary’ego u boku Yves’a Montanda i Romy Schneider. Popularność zawdzięcza przede wszystkim Lucowi Bessonowi. Role w jego filmach przyniosły mu międzynarodową sławę.
Był też twarzą kampanii reklamowej polskiego piwa EB (2000), UPS w Wielkiej Brytanii, napojów i samochodów w Japonii, w tym Toyoty (2005). Wystąpił w teledysku do piosenki Vincenta Delerma „Cosmopolitan” (2002).
W 2001 ukazała się biografia Jean Reno autorstwa Emmanuela Haymanna, w 2004 przetłumaczono ją na język polski.
W 2004 jego postać pojawiła się w popularnej grze Onimusha 3: Demon Siege.

## Życie prywatne
W latach 1977–1995 był żonaty z Geneviève Reno, z którą ma dwoje dzieci: córkę Sandrę (ur. 1978) i syna Mickaëla (ur. 1980). W latach 1996–2001 jego drugą żoną była polska modelka Nathalie Dyszkiewicz, poznana na Champs Elysées w Paryżu, z którą również ma dwoje dzieci: syna Toma (ur. 1996) i córkę Serenę (ur. 1998). 29 lipca 2006 poślubił Zofię Borucką, urodzoną w Londynie modelkę i aktorkę. Świadkami na ślubie byli Nicolas Sarkozy i Johnny Hallyday. Mają dwóch synów: Cielo (ur. 2009) i Deana (ur. 2011).

## Nagrody i nominacje
| Rok  | Nagroda                    | Kategoria                                         | Film                   | Rezultat  |
| ---- | -------------------------- | ------------------------------------------------- | ---------------------- | --------- |
| 1989 | Cezar                      | Najlepsza aktor w roli drugoplanowej              | Wielki błękit (1988)   | Nominacja |
| 1994 | Cezar                      | Najlepszy aktor                                   | Goście, goście (1993)  | Nominacja |
| 1995 | Cezar                      | Najlepszy aktor                                   | Leon zawodowiec (1994) | Nominacja |
| 2000 | Europejska Nagroda Filmowa | Wybitne europejskie osiągnięcia w światowym kinie | –                      | Wygrana   |
| 2001 | Europejska Nagroda Filmowa | Najlepszy aktor europejski                        | Purpurowe rzeki (2000) | Nominacja |
| 2012 | Giffoni Film Festival      | François Truffaut Award                           | –                      | Wygrana   |

## Filmografia
- Blask kobiecości (Clair De Femme, 1979) jako policjant na placu Concorde
- Hipoteza skradzionego obrazu (L'Hypothèse du tableau volé, 1979)
- Voulez-vous un bébé Nobel? (1980) jako Bernier
- L'Aéropostale, courrier du ciel (1980) jako Morgalia
- On n'est pas des anges... elles non plus (1981)
- Les Bidasses aux grandes manoeuvres (1981) jako porucznik Zag
- L'Avant-dernier (1981)
- Nieznajoma z Sans-Souci (La Passante du Sans-Souci, 1982)
- Ostatnia walka (Le Dernier combat, 1983) jako The Brute
- Quelques hommes de bonne volonté (1983)
- Signes extérieurs de richesse (1983) jako Marc Letellier
- Ballade sanglante (1983)
- Nasza historia (Notre histoire, 1984) jako Sąsiad
- Allô Béatrice (1984)
- Ne quittez pas (1984)
- Alea (1984)
- Le Téléphone sonne toujours deux fois (1985) jako Zaufana osoba Marraine
- Un Homme comblé (1985) jako Joël
- Metro (Subway, 1985) jako Perkusista
- Strictement personnel (1985) jako detektyw Vilchez
- Série noire (1985) jako Christiani
- Czuła jest noc (Tender Is the Night, 1985) jako dr Dangen
- Czerwona strefa (Zone rouge, 1986) jako Lecciac
- Kocham cię (I Love You, 1986) jako Dentysta
- Et demain viendra le jour (1986)
- Monsieur Benjamin (1987) jako Rommin
- Wielki błękit (Le Grand bleu, 1988) jako Enzo Molinari
- Nikita (La Femme Nikita, 1990) jako Wiktor czyściciel
- Człowiek w złotej masce (L’Homme au masque d’or, 1990) jako ojciec Victorio Gaetano
- Operacja Corned Beef[11] (1991) jako kpt Philippe Boulier „Rekin"
- Loulou Graffiti (1991) jako Pique la Lune
- Szkarłatny pilot (Kurenai no Buta, 1992) jako Porco Rosso (głos, francuski dubbing)
- Goście, goście (Les Visiteurs, 1993) jako Godefroy de Papincourt, hrabia Montmirail
- Ucieczka od sprawiedliwości (Flight from Justice, 1993) jako Charlie
- La Vis (1993)
- Paranoïa (1993)
- Niezwykła podróż (Homeward Bound: The Incredible Journey, 1993) jako Shadow (głos, francuski dubbing)
- Król lew (The Lion King, 1994) jako Mufasa (głos, francuski i quebecki dubbing)
- Leon zawodowiec (Léon, 1994) jako Léon
- Les Truffes (1995) jako Patrick
- Francuski pocałunek (French Kiss, 1995) jako Jean-Paul
- Po tamtej stronie chmur (Al di là delle nuvole, 1995) jako Carlo
- Mission: Impossible (1996) jako Franz Krieger
- Jaguar (Le Jaguar, 1996) jako Jean Campana
- Grób Roseanny (Roseanna's Grave, 1997) jako Marcello
- Jak kochają czarownice (Un amour de sorcière, 1997) jako Molok
- Goście, goście II – korytarz czasu[12] (1998) jako Godefroy le Hardi
- Godzilla (1998) jako Philippe Roaché
- Ronin (1998) jako Vincent
- Purpurowe rzeki (Les rivières pourpres, 2000) jako Pierre Niémans
- Goście w Ameryce (Just Visiting, 2001) jako hrabia Thibault
- Atlantyda. Zaginiony ląd (Atlantis: The Lost Empire, 2001) jako Vincenzo „Wołodia” Santorini (głos, francuski dubbing)
- Wasabi – Hubert zawodowiec (Wasabi, 2001) jako Hubert Fiorentini
- Rollerball (2002) jako Alexi Petrovich
- Mężczyzna moich marzeń (Décalage horaire, 2002) jako Félix
- Przyjaciel gangstera (Tais-toi!, 2003) jako Ruby
- Purpurowe rzeki II: Aniołowie apokalipsy[13], 2004) jako komisarz Niemans
- Hotel Ruanda (2004) jako pan Tillens, prezes linii lotniczych Sabena[14]
- Grunt to rodzinka (L'enquête corse, 2004) jako Ange Leoni
- Imperium wilków (L'Empire des loups, 2005) jako Jean-Louis Schiffer
- Tygrys i śnieg (La Tigre e la neve, 2005) jako Fuad
- Różowa Pantera (The Pink Panther, 2006) jako Ponton
- Kod da Vinci (The Da Vinci Code, 2006) jako kapitan Bezu Fache
- Flyboys – bohaterska eskadra (Flyboys, 2006) jako kapitan Thenault
- Wpuszczony w kanał (Flush Away, 2006) jako Le Frog (głos)
- Les grandes occasions (2006) jako Antoine
- Cash – pojedynek oszustów (Ca$h, 2008) jako Maxime (Dubreuil)
- Różowa Pantera 2 (The Pink Panther 2, 2009) jako Ponton
- Zamknięty krąg (Le Premier cercle, 2009) jako Milo Malakian
- Raj dla par (Couples Retreat, 2009) jako Marcel
- Opancerzony (Armored, 2009) jako Quinn
- Obława (La Rafle, 2010) jako dr David Sheinbaum
- 22 kule (L'Immortel, 2010) jako Charly Matteï
- Heca w zoo (Zookeeper, 2011) jako goryl Bernie (głos, francuski dubbing)
- Margaret (2011) jako Ramon
- On ne choisit pas sa famille (2011) jako doktor Luix
- Faceci od kuchni (Comme un chef, 2012) jako Alexandre Vauclair
- Les Seigneurs (2012) jako Jean Reno
- Dzień wron (Le jour des corneilles, 2012) jako Kabaczek ojciec (głos)
- Alex Cross (2012) jako Leon Mercier
- Jo (2013) jako Jo St-Clair
- Dni i noce (Days and Nights, 2014) jako Louis
- Lato w Prowansji (Avis de mistral, 2014) jako Paul
- Jak dogonić szczęście[15] (2014) jako Diego Baresco
- Benoît Brisefer: Les taxis rouges (2014) jako Poilonez
- Brygada ponad prawem (Antigang, 2015) jako Buren
- Mój przyjaciel orzeł (Brothers of the Wind, 2015) jako Danzer
- The Promise (2016)
- The Last Face (2016)
- Goście, goście III: Rewolucja (2016) jako Comte Godefroy de Montmirail
- Mes trésors (2016) jako Patrick
- Dziewczyna we mgle (La ragazza nella nebbia, 2017) jako Augusto Flores
- Skok życia (Mao Xian Jia, 2017) jako Pierre
- 4L (4 latas, 2019) jako Jean Pierre
- Pamięć krwi, (Cold Blood Legacy - La mémoire du sang, 2019) jako Henry
- Król lew (The Lion King, 2019) jako Mufasa (głos, francuski i quebecki dubbing)
- Czekając na Anye, (Waiting for Anya, 2020) jako Henri
- Bronx  (2020)
- Pięciu braci, (Da 5 Bloods, 2020) jako bankier Desroche
- Zabójcza portierka, (The Doorman, 2020) jako Victor Dubois
- Kto zabił Sarę, (¿Quién mató a Sara?, 2021) jako dr Reinaldo
- Promises(inne języki) (2021)
- Wilkołaki, (Loups-Garous, 2024) jako Gilbert Vassier